# Near Field Infrared Experiment
Near Field Infrared Experiment (NFIRE) war ein Militärsatellit, den die USA am 24. April 2007 mit einer Minotaur-1 vom Mid-Atlantic Regional Spaceport auf eine Umlaufbahn in 495 km Höhe mit 49° Inklination gestartet hatten.
Der von General Dynamics gebaute Satellit hatte eine Startmasse von 494 kg und war für eine Lebensdauer von zwei Jahren ausgelegt. Seine Nutzlast bestand aus zwei Sensoren für Infrarot und sichtbares Licht zur Erkennung von Raketenstarts auf der Erde und der anschließenden Bahnverfolgung.
NFIRE trug zusätzlich ein experimentelles Laser Communication Terminal der Firma Tesat-Spacecom für die Datenkommunikation. Von dem Plan, ihn mit einem Geschoss („kill vehicle“) zu bestücken, wurde Abstand genommen.
Im Laufe der Jahre sank die Bahnhöhe immer mehr ab, NFIRE trat am 4. November 2015 in die Erdatmosphäre ein und verglühte.

## Einzelnachweise

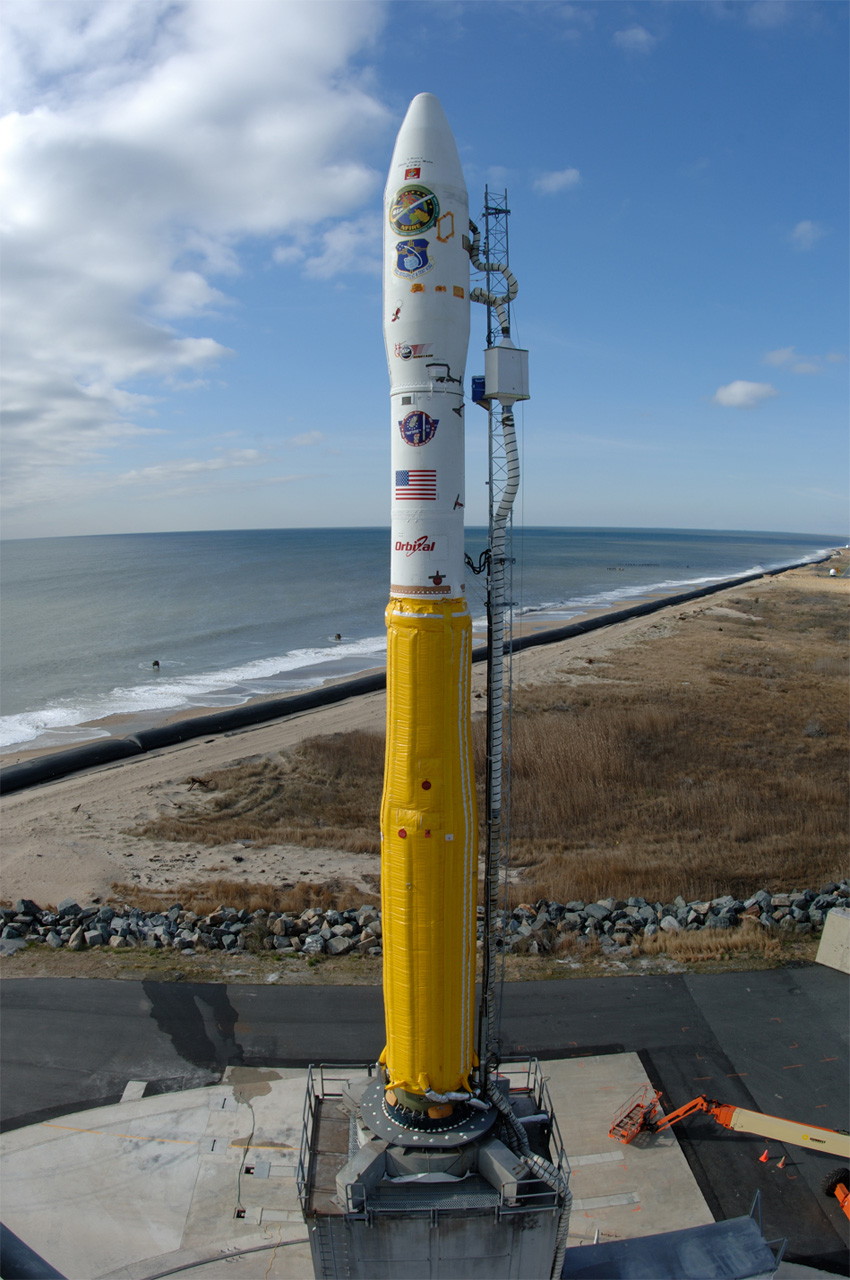
Minotaur-1-Rakete mit NFIRE vor dem Start im April 2007